# Achille Valenciennes
Achille Valenciennes (Parijs, 9 augustus 1794 - Parijs 13 april 1865) was een Franse natuuronderzoeker vooral zoöloog, ichtyoloog en malacoloog. Valenciennes is de wetenschappelijke auteur van talrijke vissoorten en -geslachten, waaronder de trompetvis.

## Biografie
De vader van Achille Valenciennes was een assistent aan het Muséum national d'histoire naturelle in Parijs, waar hij ook met zijn familie woonde. Valenciennes werd al voor zijn achttiende préparateur aan het museum, met als voornaamste taak het opzetten van dieren. Hij assisteerde echter ook Étienne Geoffroy Saint-Hilaire en Jean-Baptiste Lamarck. Dat bracht hem onder de aandacht van Georges Cuvier, die hem belastte met het klasseren van de uitgebreide verzameling vogels van het museum.
In 1812 werd hij benoemd tot assistentnatuuronderzoeker (aide-naturaliste) van het museum. Hij werkte in de afdeling reptielen en vissen. Hij was een van de medewerkers die de dieren onderzocht die verzameld waren op de grote onderzoeksreis van Alexander von Humboldt en Aimé Bonpland (1799-1803). Dat leidde tot een langdurige vriendschap met de Pruisische natuurvorser.
De volgende jaren wijdde Valenciennes zich bij Cuvier aan de vergelijkende anatomie en taxonomie van vissen. Samen met Cuvier schreef hij het meerdelige overzichtswerk Histoire naturelle des poissons (1827-1849). Na de dood van Cuvier voltooide hij het. Daarin zijn meer dan 4.000 soorten vissen beschreven, waaronder 2311 voor het eerst.
In 1832 volgde hij Henri Ducrotay de Blainville op als hoogleraar malacologie aan het museum. Hij publiceerde een aantal werken op dit gebied, maar bleef ook zijn vorige studies verderzetten. Hij beschreef de weekdieren die verzameld waren op de expeditie van het fregat La Vénus (1836-1839) in de Stille Oceaan. Hij schreef ook samen met Alicide Dessalines d'Orbigny het negendelige relaas van de jarenlange expeditie van laatstgenoemde in Zuid-Amerika, Voyage dans l'Amérique méridionale (Brésil, Argentine, Patagonie, Chili, Bolivie, Pérou) (1835-1847).
In 1844 werd hij lid van de Académie des sciences.

## Naar hem genoemde soorten
Het geslacht Valenciennea van straalvinnige vissen is naar hem genoemd, zo ook diverse diersoorten zoals:
- Acropora valenciennesi
- Nemadactylus valenciennesi
- Plexaura valenciennesi
- Opisthopterus valenciennesi
- Moxostoma valenciennesi
- Oculina valenciennesi
- Callionymus valenciennei
- Dipterus valenciennesi (een fossiele longvis)

## Beschreven soorten
- Ablennes hians
- Abudefduf luridus
- Abudefduf margariteus
- Abudefduf septemfasciatus
- Acanthocepola abbreviata
- Acanthocepola limbata
- Arapaima arapaima
- Arapaima agassizii
- Arapaima mapae
- Lethrinus atlanticus
- Lethrinus borbonicus
- Lethrinus ehrenbergii
- Lethrinus erythracanthus